# Язон с золотым руном
Язон с золотым руном — скульптура датского скульптора Бертеля Торвальдсена.
Первоначальная версия скульптуры была выполнена Торвальдсеном из глины в 1803 году. Работал над скульптурой Торвальдсен в Риме, где с 1797 года проживал постоянно. С её помощью он продемонстрировал свои успехи Копенгагенской академии художеств. Глиняная версия «Язона» стала первой крупной работой начинающего скульптора и удостоилась похвалы великого Антонио Кановы. 
Позднее, в 1828 году, Торвальдсен создал полноразмерную мраморную копию своей глиняной скульптуры (высотой 242 см) по заказу богатого англо-нидерландского  предпринимателя и коллекционера искусства Томаса Хоупа. Почти сто лет спустя, в 1917 году, коллекция Хоупа, хранившаяся в его поместье в Англии, очередными наследниками была выставлена на аукцион. Статую Язона на аукционе купил музей Торвальдсена. Сегодня её можно увидеть в экспозиции музея на родине скульптора, в городе Копенгагене. 
Скульптура Язона основана на одном из самых популярных греческих мифов — мифе об аргонавтах. Помимо этого, на Торвальдсена повлияли классические произведения античных скульпторов, такие, как Аполлон Бельведерский и Дорифор. Свою работу Торвальдсен осознанно пытался освободить от любого влияния позднейших стилей, чтобы создать скульптуру, воплощающую в себе чистый, античный классицизм. Помимо знакомства с античным культурным наследием, и конкретно скульптурой, а также с работами Кановы, на Торвальдсена оказали влияния произведения его старших современников-датчан: живописца Асмуса Якоба Карстенса и учёного, специалиста по Античности (и Древнему Египту) Йёргена Соэги. 
Мраморная версия статуи Торвальдсена считается одним из ключевых произведений как для европейского классицизма, так и для истории датской скульптуры. В начале XXI века это произведение было включено в Датский культурный канон: официальный список наиболее выдающихся произведений датской культуры, созданный правительством Дании.